# Томпсон, Брайан
Брайан Томпсон (англ. Brian Thompson; род. 28 августа 1959, Элленсберг, Вашингтон) — американский актёр.

## Биография
Брайан Эрл Томпсон родился 28 августа 1959 года в городе Элленсбурге, штат Вашингтон, США. Окончил Университет Центрального Вашингтона по специальности менеджмент. Также окончил Калифорнийский университет в Ирвайне.
Дебютировал в кино в 1983 году. За свою карьеру снялся более чем в ста фильмах и телесериалах. Обладая брутальной внешностью с «тяжёлым» лицом, Томпсон играл в основном немногословных отрицательных персонажей, этому также способствовала внушительная комплекция актёра. Томпсон среди прочего известен по роли главного антагониста Шао Кана в экранизации Mortal Kombat: Annihilation. В 2014 году Томпсон спродюсировал фильм «Удержимые» к которому написал сценарий и в котором снялся. Он был выпущен через iTunes. Томсон заявил, что фильм содержит реалистичные примеры из его собственной карьеры.

### Звёздный путь
В 1989 году Томпсон получил свою первую роль в сериале «Звёздный путь: Следующее поколение». Его размер поначалу работал против него, потому что продюсеры изначально искали кого-то, кто мог бы вписаться в определенный костюм. Он смог убедить их попробовать: «Это было первое из пяти прослушиваний, которые у меня были для „Звездного пути“, и они каждый раз меня нанимали». Томпсон сыграл клингона в эпизоде «А». Дело чести". В 1993 и 1996 годах он появлялся в эпизодах сериала «Звёздный путь: Глубокий космос 9» в роли разных персонажей. В 1994 году он появился в художественном фильме «Поколения Звездного пути». В 2005 году Томпсон получил роль адмирала Валдора в трех эпизодах сериала «Звёздный путь: Энтерпрайз». С тех пор Томпсон участвовал в фандоме « Звездного пути», давая повествовательные дополнения к DVD и появляясь на съездах.

## Личная жизнь
До 1998 года Томпсон был женат на продюсере Изабелле Масторакис, дочери режиссёра Нико Масторакиса. От этого брака у него двое детей — сын Джордан Рис Томпсон (род. 1988) и дочь Дафна Авалон (род. 1990). С 1998 года женат на Шэрон Браун.

## Избранная фильмография
| Год       |    | Русское название                     | Оригинальное название            | Роль                     |
| --------- | -- | ------------------------------------ | -------------------------------- | ------------------------ |
| 1984      | ф  | Терминатор                           | The Terminator                   | уличный панк             |
| 1984      | тф | Фатальное видение                    | Fatal Vision                     | лейтенант Харрисон       |
| 1985      | с  | Детективное агентство «Лунный свет»  | Moonlighting                     | человек Саймона          |
| 1985      | с  | Рыцарь дорог                         | Knight Rider                     | Курт                     |
| 1986      | ф  | Кобра                                | Cobra                            | Найт Слэшер              |
| 1986      | ф  | Три амиго                            | Three Amigos!                    | друг Германа             |
| 1988      | ф  | Передай патроны                      | Pass the Ammo                    | Кенни Гамильтон          |
| 1988      | ф  | Волшебная миля                       | Miracle Mile                     | пауэрлифтер              |
| 1988      | ф  | Нация пришельцев                     | Alien Nation                     | Трент Портер             |
| 1988      | ф  | Ночь страха 2                        | Fright Night Part 2              | Босуорт                  |
| 1989      | ф  | Три беглеца                          | Three Fugitives                  | прохожий                 |
| 1989      | с  | Звёздный путь: Следующее поколение   | Star Trek: The Next Generation   | второй офицер Клаг       |
| 1990      | ф  | Луна-44                              | Moon 44                          | Джейк ОНил               |
| 1990      | ф  | Нанятые для убийства                 | Hired to Kill                    | Фрэнк Райан              |
| 1990      | ф  | Самоволка                            | Lionheart                        | Рассел                   |
| 1990      | ф  | Под покровом ночи                    | In the Cold of the Night         | Фил                      |
| 1991      | ф  | Жизнь — дерьмо                       | Life Stinks                      | Виктор                   |
| 1991      | ф  | Тед и Венера                         | Ted & Venus                      | Херб                     |
| 1992      | ф  | Голая правда                         | The Naked Truth                  | Бруно                    |
| 1992      | ф  | Честь и ярость                       | Rage and Honor                   | Конрад Драго             |
| 1992      | ф  | Доктор Мордрид                       | Doctor Mordrid                   | Кабал                    |
| 1993      | с  | Крутой Уокер: правосудие по-техасски | Walker, Texas Ranger             | Лео Кэйл                 |
| 1994      | ф  | Звёздный путь: Поколения             | Star Trek: Generations           | клингонский рулевой      |
| 1995      | с  | Удивительные странствия Геракла      | Hercules: The Legendary Journeys | Гот Варвар               |
| 1995      | с  | Клан                                 | Kindred: The Embraced            | Эдди Фиори               |
| 1995—2000 | с  | Секретные материалы                  | The X Files                      | Инопланетный Охотник     |
| 1996      | ф  | Сердце дракона                       | DragonHeart                      | Брок                     |
| 1997      | ф  | Смертельная битва 2: Истребление     | Mortal Kombat: Annihilation      | Шао Кан                  |
| 1997—1998 | с  | Баффи — истребительница вампиров     | Buffy the Vampire Slayer         | Люк / Судья              |
| 1999      | с  | Крестовый поход                      | Crusade                          | Роберт Блэк              |
| 2000—2003 | с  | Зачарованные                         | Charmed                          | Кронос                   |
| 2000      | с  | Ясон и аргонавты                     | Jason and the Argonauts          | Геракл                   |
| 2001      | ф  | Приключения Джо Грязнули             | Joe Dirt                         | Буффало Боб              |
| 2001      | тф | Эпоха                                | Epoch                            | капитан Тауэр            |
| 2001      | ф  | Тайна ордена                         | The Order                        | Сайрус Якоб              |
| 2004      | с  | Морская полиция: Спецотдел           | NCIS                             | Винс Наттер              |
| 2005      | с  | Звёздный путь: Энтерпрайз            | Star Trek: Enterprise            | адмирал Валдор           |
| 2009      | с  | Чак                                  | Chuck                            | Клифф                    |
| 2009      | с  | Морская полиция: Лос-Анджелес        | NCIS: Los Angeles                | Офицер ЦРУ Стивен Эрднас |
| 2011      | с  | Блудливая Калифорния                 | Californication                  | парень с кием            |
| 2014      | с  | Гавайи 5.0                           | Hawaii Five-0                    | детектив Николас Круз    |
| 2014      | ф  | Удержимые                            | The Extendables                  | Варделл Дюсельдорфер     |
| 2017      | с  | Орвилл                               | The Orville                      | Дроген                   |
| 2018—2021 | с  | 9-1-1                                | 9-1-1                            | капитан Винсент Джеррард |
| 2021      | ф  | Макбет                               | The Tragedy of Macbeth           | убийца                   |

## Награды и номинации
- 1987 — 2 номинации на премию «Золотая малина» в категориях «Худший актёр второго плана» и «Худшая новая звезда» («Кобра»).